# Vall d'Alba
Vall d'Alba (em castelhano) ou la Vall d'Alba (em valenciano) é um município da Espanha na província de Castelló, Comunidade Valenciana. Tem 52,9 km² de área e em 2021 tinha 2 943 habitantes (densidade: 55,6 hab./km²).

## Demografia
| Variação demográfica do município entre 1991 e 2004 | Variação demográfica do município entre 1991 e 2004 | Variação demográfica do município entre 1991 e 2004 | Variação demográfica do município entre 1991 e 2004 |
| --------------------------------------------------- | --------------------------------------------------- | --------------------------------------------------- | --------------------------------------------------- |
| 1991                                                | 1996                                                | 2001                                                | 2004                                                |
| 1900                                                | 1853                                                | 1943                                                | 2045                                                |